# Église Sainte-Cécile de Raismes
L'église Sainte-Cécile, appelée localement l'église de Sabatier, est une église catholique de la ville de Raismes, dans le département du Nord. Elle est sise dans la cité du Pinson et a été inscrite aux monuments historiques le 1er décembre 2009, pour ses façades et sa toiture. Elle dépend de l'archidiocèse de Cambrai.

## Histoire et description

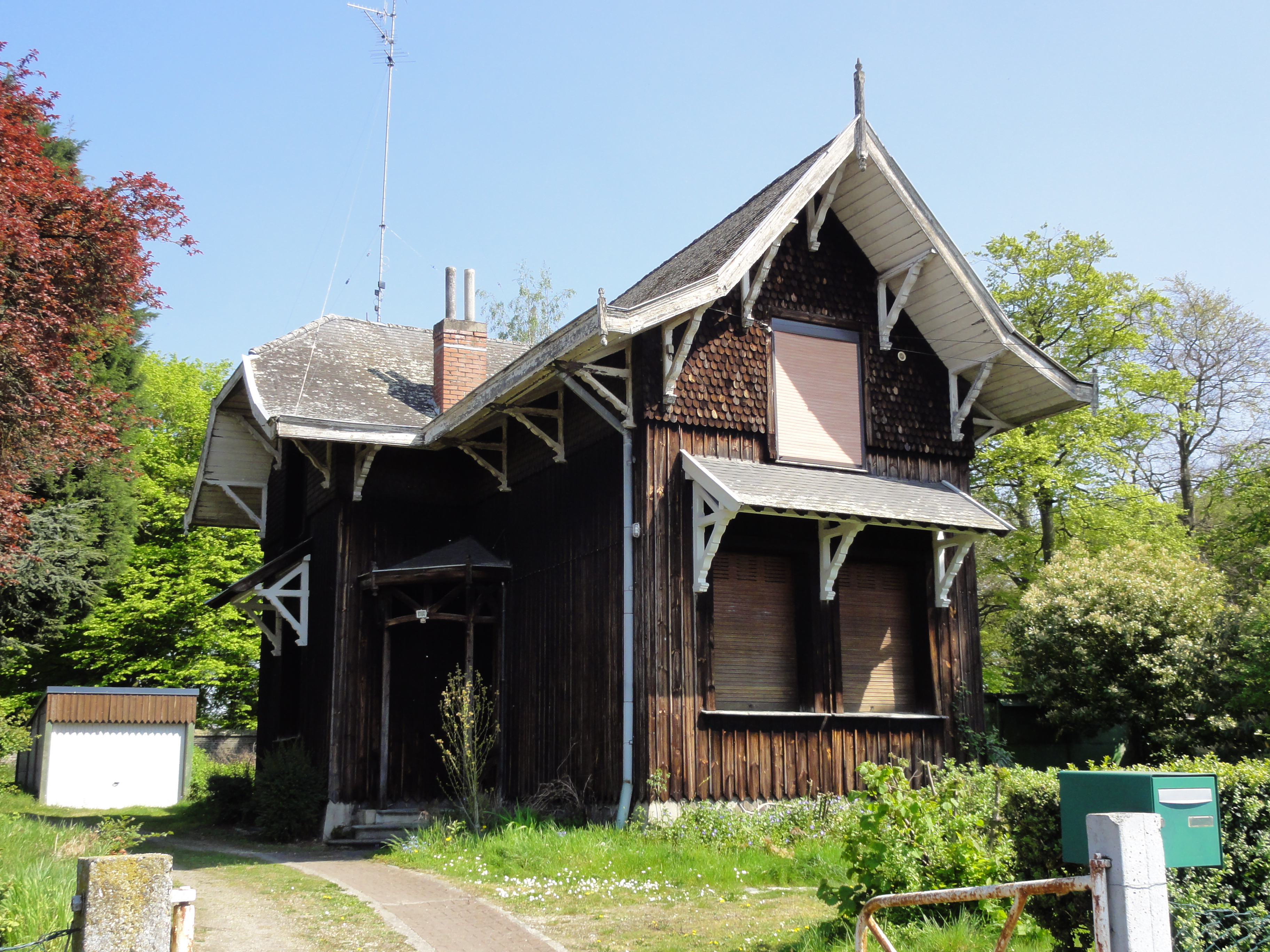
Le presbytère.

La petite église de bois est construite par les mineurs polonais en 1924 dans un style rappelant leur pays d'origine, comme le petit calvaire à toit, à droite. Elle se trouve dans la cité du Pinson, près de la fosse Sabatier. Elle est détruite par un incendie en 1975 et reconstruite à l'identique trois ans plus tard, rendue au culte le 12 février 1978. La première messe est célébrée par Henri-Martin Félix Jenny, archevêque de Cambrai. Elle a été cédée par les Houillères et appartient désormais au diocèse.
Elle est inscrite aux monuments historiques en 2009, ainsi que son presbytère. L'église dépend de la paroisse Saint-Jacques-du-Val-d'Escaut. La messe dominicale anticipée y est célébrée un samedi sur deux à 18 heures 30. La messe en semaine le jeudi à 9 heures.